# بطولة العالم لكرة اليد الشاطئية 2012
بطولة العالم لكرة اليد الشاطئية لعام 2012 كانت النسخة الخامسة من بطولة العالم لكرة اليد الشاطئية للرجال والنساء. أُقيمت البطولة في مسقط، عُمان، خلال الفترة من 8 إلى 13 يوليو 2012، وشارك فيها 12 فريقًا لكل من فئتي الرجال والنساء. نُظمت المباريات بنظام المجموعات، حيث يُعتبر الفريق الفائز بالمباراة هو الذي ينتصر في مجموعتين. في حال تساوي النقاط بين الفرق، كما تُستخدم نتائج المواجهات المباشرة لحسم الترتيب. حيث تمكنت البرازيل من الفوز بلقبي البطولة في فئتي الرجال والنساء.

## النظام
تم تقسيم الفرق المشاركة إلى مجموعتين، تضم كل منهما ستة فرق. بعد مرحلة دور المجموعات التي أُقيمت بنظام الدوري، تأهلت الفرق الثلاثة الأولى من كل مجموعة إلى المرحلة الرئيسية. حيث احتفظت الفرق المتأهلة بالنقاط التي حصلت عليها خلال مواجهاتها في المرحلة التمهيدية ضد الفرق التي تأهلت أيضًا. في المرحلة الرئيسية، لعبت الفرق المتأهلة ثلاث مباريات ضد الفرق التي لم تواجهها في المرحلة التمهيدية. وتأهلت الفرق الأربعة الأولى إلى الدور نصف النهائي.
الفرق التي احتلت المراكز الثلاثة الأخيرة في مجموعاتها خلال المرحلة التمهيدية تم تجميعها في مجموعة واحدة للتنافس على المراكز من السابع إلى الثاني عشر. احتفظت الفرق بالنقاط التي حققتها أمام الفرق التي كانت ضمن هذه المجموعة، ثم لعبت كل منها ثلاث مباريات لتحديد الترتيب النهائي. كما أجريت قرعة البطولة في 14 مايو عام 2012.

## الدول المشاركة
| المجموعة أ | المجموعة ب |
| ---------- | ---------- |
| البرازيل   | كرواتيا    |
| روسيا      | مصر        |
| أوكرانيا   | إسبانيا    |
| عُمان       | قطر        |
| البحرين    | أوروغواي   |
| أستراليا   | الكويت     |